# Волков, Александр Александрович (режиссёр)
Алекса́ндр Алекса́ндрович Во́лков (фр. Alexandre Volkoff или нем. Alexander Wolkoff, 27 декабря 1885, Москва — 22 марта 1942, Рим) — русский, французский режиссёр, работал также в Германии и Италии.

## Биография
Родился в Москве в дворянской семье. Потомок Фёдора Волкова, создателя первого в России профессионального театра. Его отец страстно увлекался музыкой, обе сестры виртуозно играли на фортепьяно. Уже в гимназии Волков занимался живописью и написал портрет императрицы Александры Фёдоровны, удостоенный медали на Парижской выставке. Обладая красивым голосом, он также увлекался музыкой в надежде стать профессиональным певцом. В 1902 году его приняли в Императорскую оперу в Москве.
В 1905 году Волков познакомился с кинопродюсером Паулем Тиманом, который с 1904 года возглавлял представительство фирмы Gaumont в Москве и предложил ему сняться в кино. Однако Волков решил стать режиссёром. Он поступил к Тиману на службу в торговый дом «П. Тиман, Ф. Рейнгардт и С. Осипов», в то время представительство ведущих западноевропейских студий в России, и работал сценаристом, автором надписей, переводчиком, монтажёром, коммерческим агентом. В 1912 году, переняв московскую студию Пате, Тиман поручил ему руководство ателье в Тифлисе. Волков дублировал датского киноактёра В. Псиландера (Гаррисона) в трагических финалах его картин.
В 1912 году дебютировал в качестве актёра в фильме Якова Протазанова «Пригвожденный». В 1913 году снял в качестве режиссёра фильм «Сны мимолётные, сны беззаботные снятся лишь раз», сентиментальную драму на сюжет стихотворения Николая Минского «Тянутся по небу тучи тяжелые», исполнив также главную роль. Критика того времени называла фильм истой поэзией кинематографа, писала, что он «выдержан в стиле первой половины XIX столетия». И далее: «Наивны и милы, как старинные пасторали, они не затрагивают глубоко ума и сердца, но глядишь на экран и испытываешь чувство искреннего эстетического удовлетворения».
Из фильмов 1914 года выделяется драма «Как смерть, прекрасна», в которой, по мнению В. Вишневского, «отчётливо видно влияние символизма»; далее Вишневский пишет об интересном сюжете. Кинокритика назвала фильм «исключительным шедевром как по сюжету, так и по выполнению». В фильме «Беглец» по поэме Лермонтова Волков вставил сцены, отсутствовавшие в поэме, и для описания их в стихотворных интертитрах сымитировал лермонтовский стиль, что, по мнению Юрия Цивьяна, было неудачным.
После тяжёлого ранения в первые месяцы Первой мировой войны и шестимесячного лечения в госпитале в 1916 году Волков поступил на службу к продюсеру Иосифу Ермольеву, так как Тиман, будучи этническим немцем, был сослан в Уфу.
Из фильмов 1916 года наиболее интересен фильм «Зелёный паук», который Вишневский назвал «интересно поставленной и художественно оформленной мелодрамой». Критика того времени была недовольна «обилием внешних зрительных эффектов при скудости психологического содержания», однако отметила: «Многие mise-en-scene весьма оригинальны», «тщательно сделанные световые эффекты», «освещение действующих лиц» «совпадает с естественными источниками света», «эффекты светотени (быстрые вспышки и угасание света, освещение задних планов при затенённых передних и др.) сделаны весьма удачно и служат украшением картины». Так же положительно оценила критика экранизации романов Евдокии Нагродской «Злые духи» и «Ничтожные» (по роману «Борьба микробов»).
Фильмы периода 1917—1918 годов не удостоились положительных отзывов ни критики, ни В. Вишневского, за исключением фильма «Заживо погребённый» (экранизация юмористической новеллы А. Беннета), по поводу которой в заключении «Кинобюллетеня» было сказано: «Инсценировка повести несомненно может считаться одной из самых выдающихся русских постановок, как со стороны её художественности, так и со стороны эффектов съёмки и весьма удачно подобранных титров». О фильмах 1919—1920 годов, за исключением двух сохранившихся, практически ничего не известно.
В 1918 году фирма Ермольева, важнейшее кинопредприятие дореволюционной России, была вынуждена разместить своё производство в Ялте. В 1920 году она переехала в Константинополь, а затем во Францию, где работал в кинокомпании организованной Ермольевым и позже получившей название «Альбатрос». В 1921 году Волков сыграл в фильме «Пьяница» (La Rocharde), а затем сосредоточился на режиссуре. Поставил ряд фильмов с Иваном Мозжухиным в главной роли, в том числе «Дом тайны» (La Maison du Mystère, 1922), шестисерийный фильм по А. Дюма, и «Кин» (Kean, 1923) о знаменитом английском актёре XIX века.
В 1926 году в течение нескольких месяцев помогал Абелю Гансу на съёмках грандиозного фильма «Наполеон» (Napoléon, 1927). Год спустя на экран вышел его зрелищный фильм «Казанова» (Casanova, 1927), который пользовался большим успехом. Затем Волков два года работал в Германии. На студии УФА снял фильмы «Тайны Востока» (Die Geheimnisse des Orients, 1928) с Николаем Колиным в главной роли, «Белый дьявол» (Der weiße Teufel, 1930) c Мозжухиным в роли Хаджи-Мурата. Вернувшись во Францию, поставил фильм «Тысяча и вторая ночь» (La mille et deuxième nuit, 1932) по «Сказкам тысячи и одной ночи». Был художественным руководителем фильма Владимира Стрижевского «Сержант Икс» (Le Sergent X, 1932), который снимался в немецком и французском вариантах. Мозжухин сыграл в нём первую звуковую роль, причём его русский акцент мотивировался сценарием. В 1934 году Волков поставил ремейк фильма «Дитя карнавала» (L`Enfant du carnaval).
Так как он культивировал «русский стиль» и маньеризм, который был вытеснен во Франции поэтическим реализмом, в тридцатые годы Волков работал мало. В 1936 году он снял в Германии фильм «Стенька Разин», а в 1941 году в Италии — «Имперская любовь», ставший его последней работой.
Александр Волков скончался 22 марта 1942 года в Риме.

## Фильмография

### В России, режиссёр
1. 1913 — Сны мимолётные, сны беззаботные снятся лишь раз (не сохранился)
2. 1914 — Беглец (сохранился не полностью: 1-я часть из 2-х)
3. 1914 — Исмаил-Бей (не сохранился)
4. 1914 — Как смерть, прекрасна (не сохранился)
5. 1916 — Его глаза (режиссёр под вопросом, также приписывается В. Висковскому) (сохранился не полностью: 2 части из 5)
6. 1916 — Зелёный паук (не сохранился)
7. 1916 — Злые духи (не сохранился)
8. 1916 — На вершине славы (не сохранился)
9. 1916 — Ничтожные (не сохранился)
10. 1916 — Пляска смерти (режиссёр под вопросом, также приписывается Я. Протазанову) (не сохранился)
11. 1917 — Виновен ли? (не сохранился)
12. 1917 — Горькая доля (не сохранился)
13. 1917 — И тайну поглотили волны… (режиссёр под вопросом, также приписывается Ч. Сабинскому) (сохранился не полностью: 3-я и 4-я части из 5)
14. 1917 — Кулисы экрана (режиссёр под вопросом, также приписывается Г. Азагарову) (сохранился не полностью: 1 часть из 8)
15. 1917 — Песнь свободы (не сохранился)
16. 1918 — А он, мятежный, ищет бури… (не сохранился)
17. 1918 — Дармоедка (сорежиссёр А. Ивановского) (не сохранился)
18. 1918 — Заживо погребённый (не сохранился)
19. 1918 — И огонь сошёл с небес (не сохранился)
20. 1918 — Конкурс красоты (режиссёр под вопросом)
21. 1918 — Профессор (не сохранился)
22. 1919 — Жизнь — родине, честь — никому (сохранился не полностью)
23. 1919 — Законов всех сильней (режиссёр под вопросом) (не сохранился)
24. 1919 — Люди гибнут за металл
25. 1919 — Паутина (режиссёр под вопросом) (не сохранился)
26. 1919 — Страх (режиссёр под вопросом) (не сохранился)
27. 1920 — Белые чайки (режиссёр под вопросом) (не сохранился)
28. 1920 — Жизнь не простила (режиссёр под вопросом, также приписывается А. Вершинину) (не сохранился)
29. 1920 — Ненужная победа (режиссёр под вопросом, также приписывается И. Сойферу) (не сохранился)

### В России, актёр
1. 1912 — Пригвождённый — Виктор, жених Дины
2. 1913 — Клеймо прошедших наслаждений — профессор Малышев
3. 1913 — О чём рыдала скрипка — доктор Волков
4. 1913 — Разбитая ваза — он
5. 1913 — Сны мимолётные, сны беззаботные снятся лишь раз… — поэт
6. 1913 — Ключи счастья — поэт Гаральд
7. 1914 — Арена мести
8. 1914 — Вавочка — доктор Тихменев
9. 1914 — Как смерть, прекрасна — барон Фей
10. 1915 — Он — «он»
11. 1915 — Портрет Дориана Грея — сэр Джеффи
12. 1916 — Жена или мать — Андрей, муж Ирины
13. 1917 — Крёстный путь

### За границей
- 1920 — Страшное приключение / L’angoissante aventure (сценарий)
- 1921 — Роковой срок / L'Échéance fatale
- 1921 — Дитя карнавала / L’enfant du carnaval (режиссёр совместно с Мозжухиным)
- 1923 — Дом тайны / La maison du mystère
- 1924 — Тени, которые исчезают / Les ombres qui passent
- 1924 — Кин / Kean
- 1927 — Казанова / Casanova
- 1928 — Тайны Востока / Geheimnisse des Orients (Германия)
- 1930 — Белый дьявол / Der weiße Teufel (Германия)
- 1932 — Сержант Икс / Le Sergent X (художественный руководитель)
- 1933 — Тысяча и вторая ночь / La mille et deuxieme nuit
- 1934 — Дитя карнавала / L`Enfant du carnaval
- 1936 — Стенька Разин / Stjenka Rasin (Германия)
- 1936 — Имперская любовь / Amore imperiale (Италия)